# Titu
Titu este un oraș în județul Dâmbovița, Muntenia, România, format din localitatea componentă Titu (reședința), și din satele Fusea, Hagioaica, Mereni, Plopu și Sălcuța. Aflată în mijlocul unei câmpii ce-i poartă numele, străbătută de ape cu debite constante, localitatea se prezintă ca un nod feroviar destul de important și frecventat de numeroase trenuri de călători și mărfuri, având o poziție mediană față de orașele București, Pitești și Târgoviște, având astfel o reputație de oraș cu navetiști.

## Așezare
Orașul Titu este situat în partea de sud a României și a județului Dâmbovița, aproximativ la 50 km nord-vest de București, ceea ce corespunde unei poziții central-nordice în cadrul Câmpiei Române și unei amplasări aproape mediane între localitățile București–Pitești–Târgoviște, la o distanță de 52 km, 73,5 km, respectiv 39,5 km.
Orașul se învecinează la nord cu Produlești și Braniștea, la sud cu Odobești și Potlogi, la est cu Conțești și Lungulețu, iar la vest cu Costești-Vale.

### Transport
În Titu se intersectează calea ferată București–Pitești, cu linia ce duce la Târgoviște și Pietroșița.
Titu este traversat de șoseaua națională DN7, care leagă Bucureștiul de Pitești. Din DN7, la Titu se ramifică și șoseaua județeană DJ701, care leagă orașul spre sud de autostrada București–Pitești, și spre nord de Braniștea și Târgoviște.

## Istorie
La sfârșitul secolului al XIX-lea, Titu era o comună rurală, reședința plășii Bolintinu din județul Dâmbovița. Comuna avea în compunere satele Titu, Plopu, Mărunțișu, Fusea, Codreanu, Hagoaica, Dâmbovicioara și Atârnați, cu 1606 locuitori, și în ea funcționau patru biserici, două școli, o moară de aburi și instituțiile administrative ale plășii. Pe atunci, pe teritoriul actual al orașului mai funcționa în aceeași plasă și comuna Cornetu, cu satele Cornetu (Sălcuța) și Boteni, având 1854 de locuitori. Aici funcționau o moară de aburi, una de apă pe Dâmbovița, o fabrică de făină și griș, una de spirt (toate în satul Boteni), plus două biserici și o școală.
În 1925, Anuarul Socec consemnează comuna Titu ca reședință a plășii Titu din același județ, având în compunere satele Atârnați, Codreanu, Dâmbovicioara, Dobreasca, Fusca, Hagioaica, Plopu și Titu, cu 3008 locuitori. Comuna Cornetu era denumită acum Sălcuța, având în compunere aceleași sate, Cornetu-Sălcuța și Boteni, cu 2112 locuitori.
În 1931, satele Dâmbovicioara-Dobreasca, Atârnați și Codreanu s-au separat pentru a forma comuna Principele Mihai, comuna Titu rămânând cu satele Fusea, Hagioaica, Plopu și Titu-Târg. Comuna Sălcuța avea în compunere satele Sălcuța și Mereni.
În 1950, județele au fost desființate, iar cele două comune au trecut inițial la raionul Răcari din regiunea București; în 1952, comuna Titu a devenit reședința raionului omonim din aceeași regiune. În 1968, comuna Sălcuța a fost desființată și inclusă în comuna Titu, care a fost declarată oraș.

## Demografie
Componența etnică a orașului Titu
     Români (91,92%)
     Alte etnii (0,2%)
     Necunoscută (7,88%)
Componența confesională a orașului Titu
     Ortodocși (90,11%)
     Alte religii (1,43%)
     Necunoscută (8,46%)
Conform recensământului efectuat în 2021, populația orașului Titu se ridică la 9.291 de locuitori, în scădere față de recensământul anterior din 2011, când fuseseră înregistrați 9.658 de locuitori. Majoritatea locuitorilor sunt români (91,92%), iar pentru 7,88% nu se cunoaște apartenența etnică. Din punct de vedere confesional, majoritatea locuitorilor sunt ortodocși (90,11%), iar pentru 8,46% nu se cunoaște apartenența confesională.
|  | Graficele sunt indisponibile din cauza unor probleme tehnice. Mai multe informații se găsesc la Phabricator și la wiki-ul MediaWiki. |

Date: Recensăminte sau birourile de statistică - grafică realizată de Wikipedia

## Biserici
Orașul Titu are în alcătuirea sa 8 biserici ortodoxe:
- Biserica Sfântul Ioan Botezătorul-Titu-Gară;
- Biserica Sfântul Nicolae-Titu Nou;
- Biserica Sfinții Împărați Constantin și mama sa Elena-parohia Sălcuța-sat Sălcuța;
- Biserica de lemn Sfântul Nicolae, parohia  Cornetu- sat Sălcuța - (monument istoric-DB-II-m-A-17694);
- Biserica Adormirea Maicii Domnului-Codreanu;
- Biserica Sfântul Nicolae-Plopu; (monument istoric-DB-II-m-B-17646)

Toate aceste parohii aparțin Protoieriei Titu din Arhiepiscopia Târgoviștei.

## Politică și administrație
Orașul Titu este administrat de un primar și un consiliu local compus din 15 consilieri. Primarul, Costache Ionuț Laurențiu[*], de la Partidul Social Democrat, este în funcție din 2024. Începând cu alegerile locale din 2024, consiliul local are următoarea componență pe partide politice:
|  | Partid                          | Consilieri | Componența Consiliului | Componența Consiliului | Componența Consiliului | Componența Consiliului | Componența Consiliului | Componența Consiliului | Componența Consiliului | Componența Consiliului |
|  | ------------------------------- | ---------- | ---------------------- | ---------------------- | ---------------------- | ---------------------- | ---------------------- | ---------------------- | ---------------------- | ---------------------- |
|  | Partidul Social Democrat        | 8          |                        |                        |                        |                        |                        |                        |                        |                        |
|  | Partidul Național Liberal       | 6          |                        |                        |                        |                        |                        |                        |                        |                        |
|  | Alianța pentru Unirea Românilor | 1          |                        |                        |                        |                        |                        |                        |                        |                        |

## Educație și cultură
Localitatea dispune de 15 instituții de învățământ: 2 licee, 6 școli și 7 grădinițe, dar și de o casă de cultură, o bibliotecă și 4 baze sportive.

## Sănătate
Instituțiile medicale care deservesc orașul Titu sunt reprezentate de o policlinică, un dispensar TBC și 5 farmacii.

## Sport
Pe stadionul orășenesc Titu joacă echipa locală, Urban Titu.  Acesta este un club de fotbal din România care evoluează în Liga a III-a. Urban Titu s-a calificat în sezonul 2009-2010 în Faza a IV-a a Cupei României, unde a învins echipa FC Argeș cu scorul de 1-0. În faza a V-a a competiției  a fost eliminată de Dunărea Giurgiu cu scorul de 2-1. Urban Titu s-a desființat în toamna anului 2017. La sfârșitul sezonului 2023-2024 reînființata Urban Titu reușește să promoveze din nou în liga a III-a.

## Orașe înfrățite
- Strymoniko, prefectura Serres, Grecia (4.755 locuitori)